# Qué gano olvidándote
Qué gano olvidándote es el tercer sencillo del quinto álbum de estudio Des/Amor interpretada por el grupo mexicano de pop Reik. Fue lanzada oficialmente por la discográfica Sony Music Latin el 14 de enero del 2017. Fue escrita por Claudia Brant, Ilan Kidron y Jean-Yves Ducornet y producida por los integrantes de la agrupación.

## Vídeo musical
Fue lanzado al canal de YouTube del grupo el mismo día de su lanzamiento. Tiene actualmente más de 120 millones de vistas y 426 mil me gusta.

## Lista de canciones

### Descarga digital[5]
- 'Qué gano olvidándote' : 3:41

## Posicionamiento en listas
| Lista (2017)                       | Mejor posición |
| ---------------------------------- | -------------- |
| Estados Unidos (Hot Latin Songs)   | 32             |
| Estados Unidos (Latin Airplay)     | 27             |
| Estados Unidos (Latin Pop Airplay) | 5              |
| México (Airplay)                   | 17             |
| México (Espanol Airplay)           | 3              |

## Historial de lanzamiento
| Región | Fecha               | Formato                     | Discográfica                            | Ref.  |
| ------ | ------------------- | --------------------------- | --------------------------------------- | ----- |
| Varios | 14 de enero de 2017 | Descarga digital, Streaming | Universal Music, Universal Music México | [ 7 ] |